# Lomaptera abdominalis
Lomaptera abdominalis är en skalbaggsart som beskrevs av Moser 1906. Lomaptera abdominalis ingår i släktet Lomaptera och familjen Cetoniidae. Inga underarter finns listade i Catalogue of Life.